# 폼이미노글루탐산
폼이미노글루탐산(영어: formiminoglutamic acid, FIGLU)은 히스티딘의 대사 과정에서의 대사 중간생성물이다. 폼이미노글루탐산 검사는 비타민 B12의 결핍 또는 폴산 결핍 또는 간질환을 확인하는데 사용된다.

## 같이 보기
- 폼이미도일트랜스퍼레이스 사이클로디아미네이스
- 글루탐산-1-세미알데하이드
- 글루탐산
- 이미다졸-4-온-5-프로피온산